# Conde de Rendufe
Conde de Rendufe é um título nobiliárquico criado por D. Maria II de Portugal, por Decreto de 13 de Outubro de 1852, em favor de Simão da Silva Ferraz de Lima e Castro, antes 1.º Barão de Rendufe.
Titulares
1. Simão da Silva Ferraz de Lima e Castro, 1.º Barão e 1.º Conde de Rendufe.
2. José Maria do Espírito Santo Silva, 2º Conde de Rendufe. (disputado).